# Землетрясение в Арике (1868)
Землетрясение в Арике — стихийное бедствие, которое произошло в 21 час 30 минут (по всемирному координированному времени) 13 августа 1868 года в провинции Арика недалеко от её административного центра, который тогда был частью Перу, а 1929 году перешёл под юрисдикцию Чили. Его предполагаемая магнитуда составляла от 8,5 до 9,3 баллов по шкале Рихтера. Множественные цунами образовавшиеся в результате землетрясения в Тихом океане обрушились на Гавайские острова, Японию, Австралию и Новую Зеландию.
Землетрясение произошло на границе между литосферной плитой Наска и Южно-Американской плитой; его причиной, вероятно, стал надвиговый разлом, вызванного субдукцией плиты Наска под Южноамериканскую плиту. Прибрежные зоны Перу и Чили имеют длинную историю сильных землетрясений, возникших на границе этой плиты, таких, например, как Великое Чилийское землетрясение и землетрясение в Чили 2010 года.
Землетрясение вызвало почти полные разрушения в южной части Перу, включая Арику, Такну, Мокегуа, Мольендо, Ило, Икике, Торату и Арекипу, что привело к гибели более 25 тысяч человек и множеству кораблекрушений. Портовый город Писко был практически смыт вместе с жителями, которые не успели своевременно укрыться от стихии.

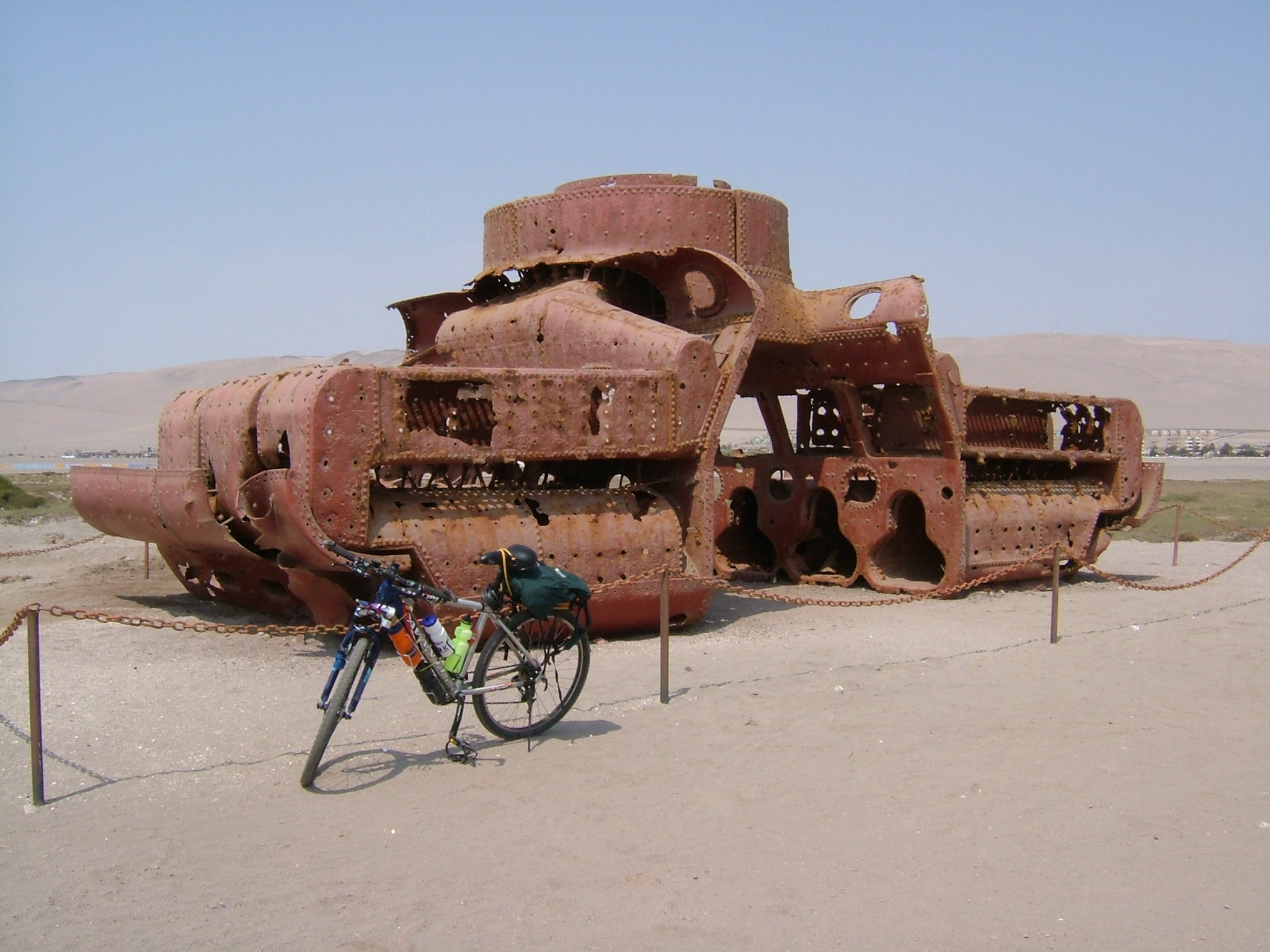
Паровые котлы USS Wateree (1863) на берегу — печальное напоминание о трагедии 1868 года

Цунами отбросило три корабля, стоявших на якоре в гавани Писко, на несколько сотен метров вглубь суши; это были: 1560-тонный перуанский корвет «America», американская канонерская лодка «Wateree» и американский корабль-склад ««Fredonia»», который при этом был полностью разрушен. Также погибли бриг «Чаньярсильо» и две шхуны «Роза Ривера» и «Регалон».
На Гавайях цунами также нанесло значительный материальный ущерб, размыв мосты через реки. В Новой Зеландии это единственное зарегистрированное цунами, число жертв которого исчислялось десятками человек.
Землетрясение ощущалось на обширной территории: до 1400 км (870 миль) к северо-западу в Саманко, Перу, и до 224 км (139 миль) к востоку в Боливии. Оценки его магнитуды варьируются от 8,5 до 9,3 и длилось от пяти до десяти минут.
Хотя землетрясение в Арике событие вызвало мощное цунами, которое было отмечено по всему Тихому океану, большая часть связанного с ним ущерба была связана с побережьем южного Перу и территории, которая сейчас является самой северной точкой Чили. Первая волна достигла Арики через 52 минуты после землетрясения и имела высоту более 12 метров, а через 73 минуты последовала самая большая волна высотой до 16 метров.
В 2001 году район вокруг Арики был идентифицирован как часть сейсмического разрыва между 15 ° и 24 ° ю.ш., где с 1877 года не было крупных землетрясений. В соответствии с этой теорией считалось, что в ближайшем будущем произойдет сильное землетрясение. В частности, в 2005 году событие магнитудой 8,6 прогнозировалось в северной части разлома в Чили, где произошло последующее землетрясение в Икике в 2014 году. Землетрясение магнитудой 8,8, затронувшее тот же сектор границы плиты, что и событие 1868 года, также прогнозировалось как вероятное к 2126 году. Повторение события 1868 года может привести к увеличению числа жертв из-за кратного увеличения населения в сейсмоопасном районе.